# Hereclean
Hereclean (Hongaars: Haraklány) is een Roemeense gemeente in het district Sălaj. De gemeente bestaat uit 6 dorpen:
- Badon (Bádon)
- Bocșița (Magyarbaksa)
- Dioșod (Diósad)
- Guruslău (Magyargoroszló)
- Hereclean (Haraklány)
- Panic (Szilágypanit).

## Bevolking
De gemeente Hereclean telde tijdens de volkstelling van 2011 in totaal 3575 inwoners. De meerderheid van de bevolking wordt gevormd door de etnische Hongaren (2084 personen).

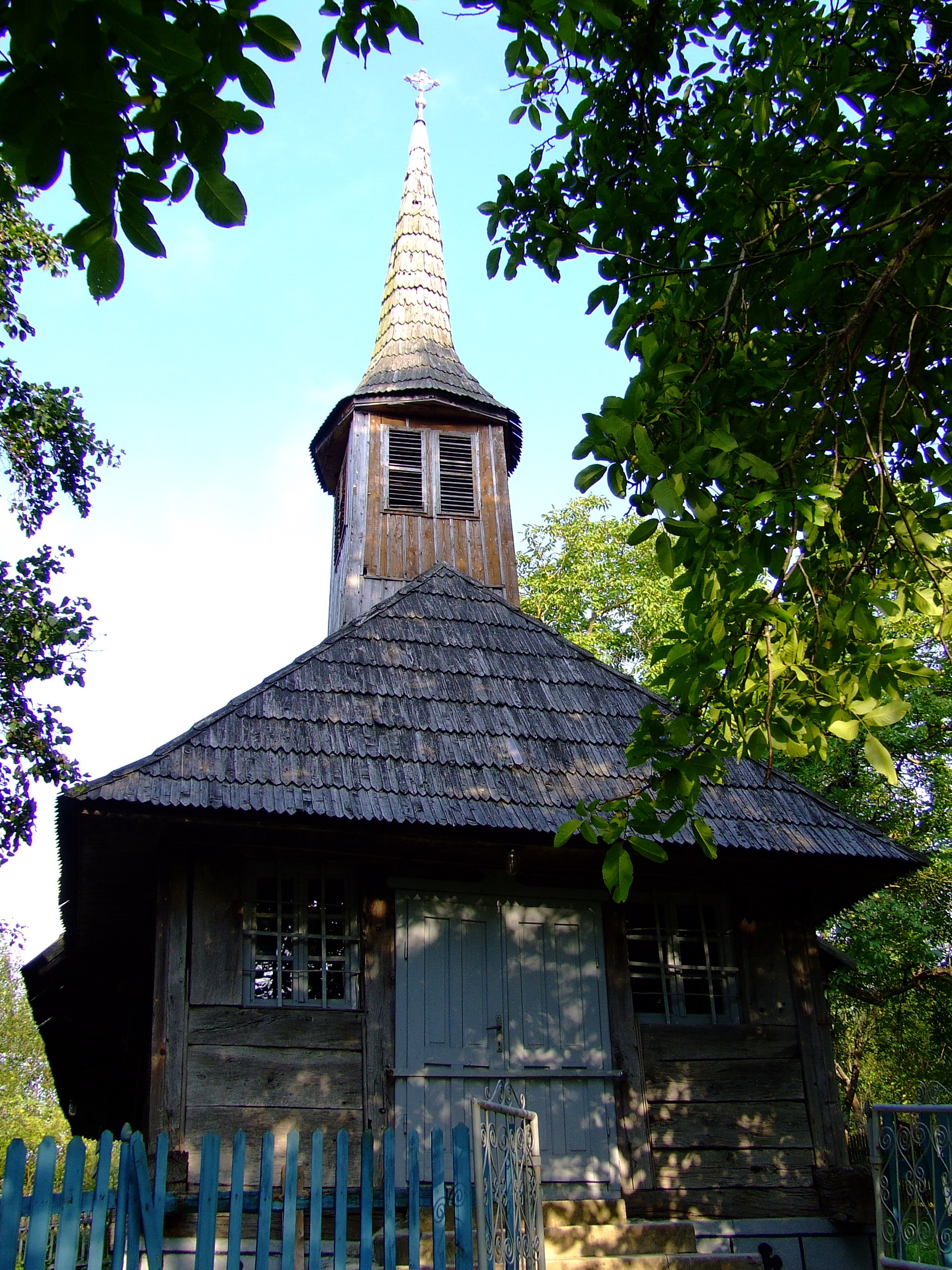
kerk Boscita